# Circus Elleboog
Circus Elleboog was een circus speciaal gericht op de jeugd. 

Circus Elleboog werd in het jaar 1949 te Amsterdam opgericht door Ida ter Haar. De kinderen noemde haar ook wel tante Iet. Het initiatief dat in de eerste instantie de vorm had van een clubhuis, groeide als snel uit tot een circus met de naam Elleboog. De naam van het circus was afgeleid van het grotere Zwitserse Circus Knie. Elleboog was gevestigd in Galerij nr. 7 gelegen in het afgebrande Paleis voor Volksvlijt aan het Frederiksplein te Amsterdam. Het motto van Elleboog was Alles dat kan, dat mag maar wel met de nadruk het eerst te bespreken. In 1953 kwam John Pijnacker Hordijk als vrijwilliger bij het circus. Hij studeerde medicijnen maar besloot zijn studie halverwege af te breken. Bij de kinderen stond hij bekend als ome Sjon. 

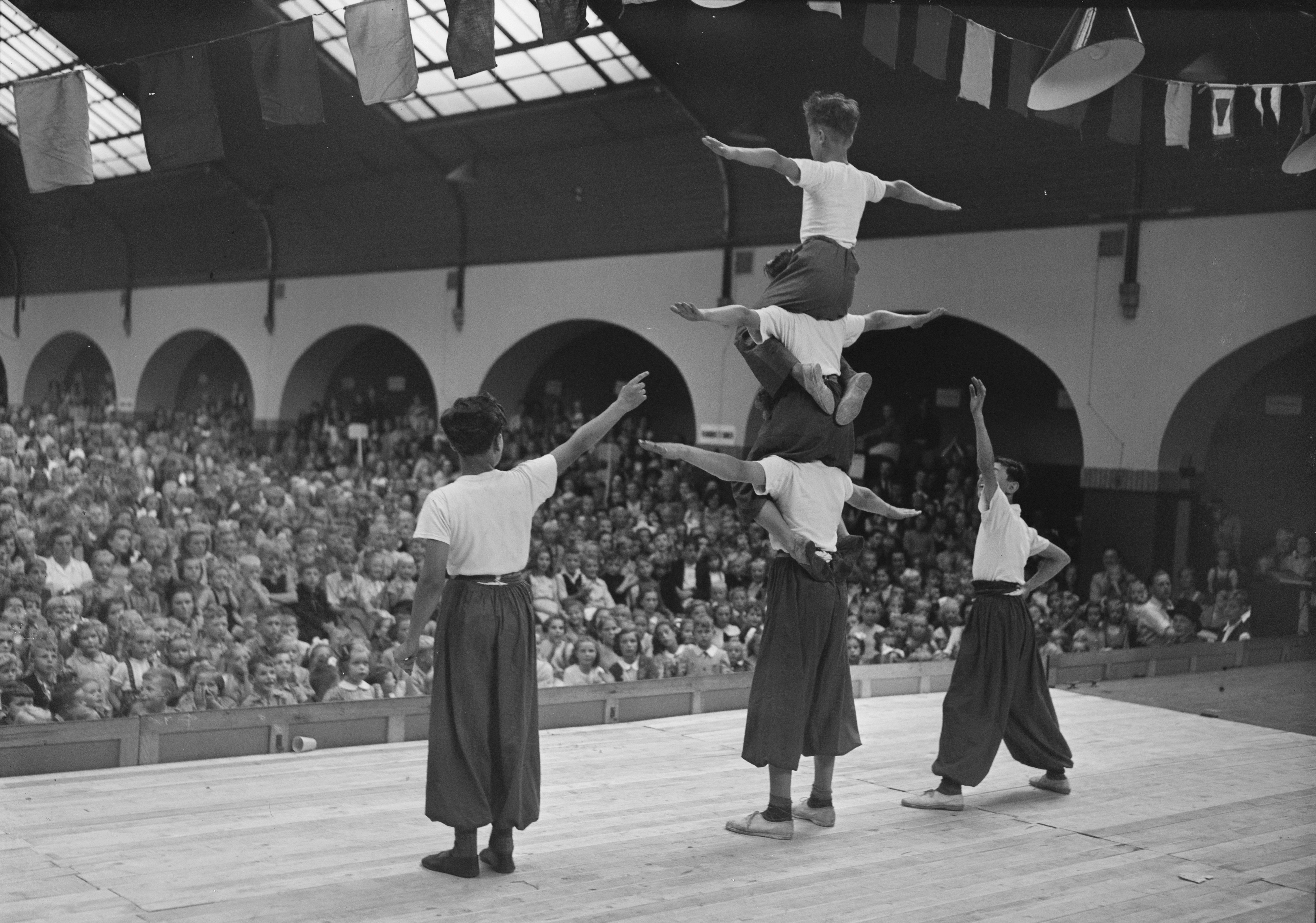
Menselijke pyramide bij een voorstelling in 1950

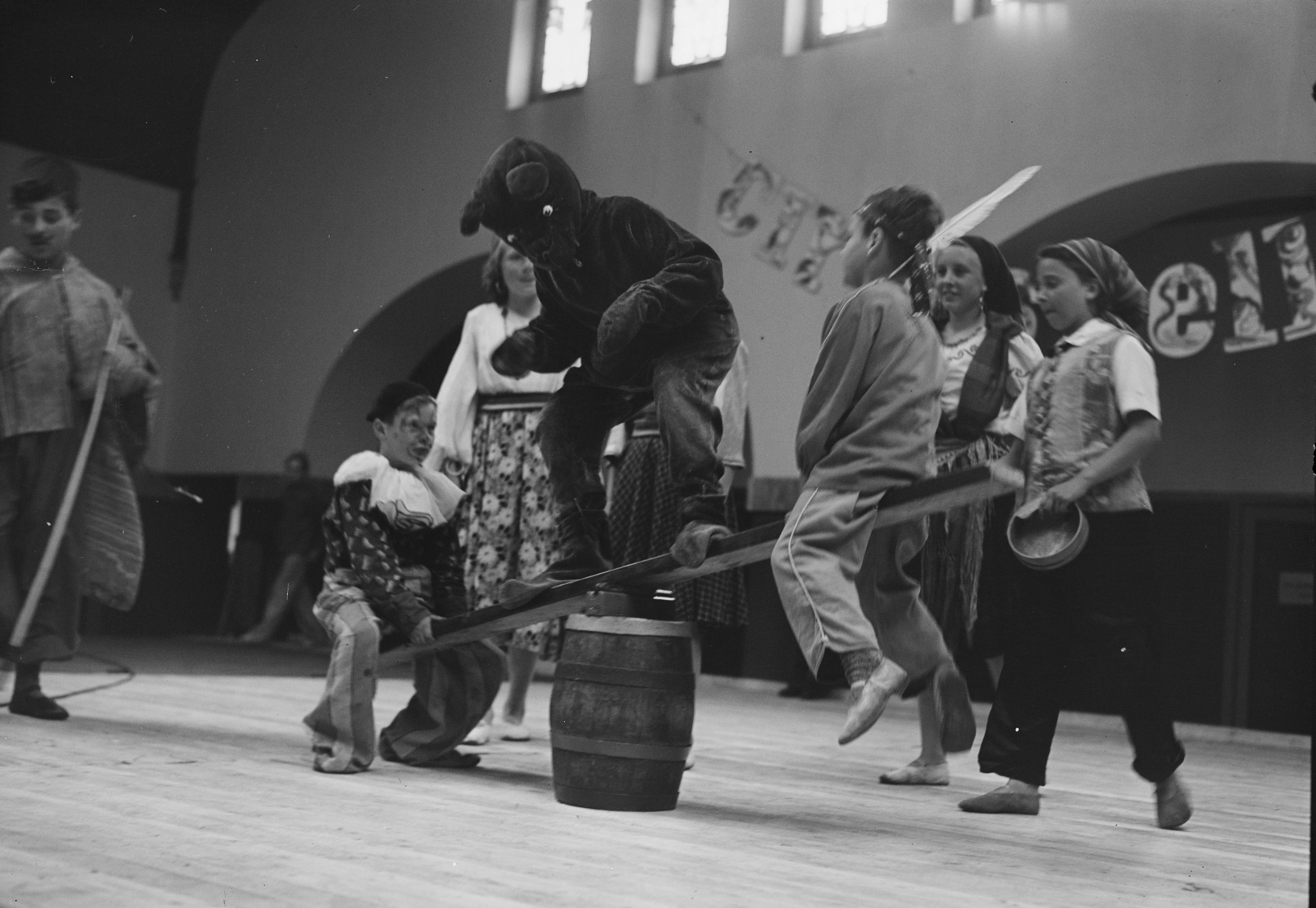
Voorstelling in 1950

Elleboog bood de kinderen een ruim aanbod aan circus activiteiten. Zo behoorde niet alleen jongleren, koorddansen, eenwieleren, goochelen, clownacts, volksdansen en acrobatiek tot het programma maar eveneens allerlei vormen van handarbeid waaronder schilderen van decorstukken en naaien. Het idee was dat het circus werd opgezet door de fantasie van kinderen. Elleboog was er voor ieder kind, het maakte niet uit wie je was of waar je vandaan kwam. Het circus was erop gericht om talenten van de kinderen te ontwikkelen. Er werd niet gekeken naar wat er niet mogelijk was maar juist naar wat voor mogelijkheden er wel waren. Elleboog gaf voorstellingen waaronder in Koninklijk Theater Carré. 
In 1960 verhuisde Elleboog naar de Egelantiersstraat gelegen in de Jordaan. Het nieuwe pand, een oude suikerwerkfabriek, werd met behulp van kinderen en vrijwilligers geheel opgeknapt. Tijdens het betreden van het nieuwe gebouw, droeg Ida ter Haar de leiding over aan John Pijnacker Hordijk. In 1981 verhuisde Elleboog nogmaals, dit keer naar het voormalige CBH-gebouw aan de Passeerdersgracht. Het circus was in de beginjaren vooral buurtgebonden maar werd met de uiteindelijke locatie aan de Passeerdersgracht een echt stedelijk theater. Er werd hierbij een wijder publiek aangetrokken. Ook werd het activiteitenprogramma uitgebreid met toneel en poppenkast. Het circus kwam in latere jaren in gevaar na het beëindigen van de gemeentesubsidie, waardoor het voornamelijk als digitaal platform verder ging. Elleboog wordt gezien als een van de initiatieven in de sector van kunst en cultuur die hard heeft moeten vechten om te overleven. Andere podiumkunst initiatieven gericht op de jeugd of met een oorspronkelijk karakter gericht op de jeugd zijn of waren Scapino Ballet (1945), Toneelgroep Arena (1956), Theatergroep Carrousel (1958) en Stichting Jeugdtheater Amsterdam (1971), dat in 1978 overging in Jeugdtheater De Krakeling.